# The Ballet Girl
The Ballet Girl è un film muto del 1916 diretto da George Irving. Compton MacKenzie ne curò l'adattamento basato su un suo romanzo.

## Produzione
Il film fu prodotto dalla William A. Brady Picture Plays sotto la supervisione di William A. Brady.

## Distribuzione
Il copyright del film, richiesto dalla World Film Corp., fu registrato il 14 marzo 1916 con il numero LU7894.
Distribuito dalla World Film, il film uscì nelle sale cinematografiche statunitensi il 24 gennaio 1916.